# 앤서니 필딩스

앤서니 필딩스(Anthony Fieldings, 1971년 7월 9일 ~ )는 버팔로 빌스와 댈러스 카우보이를 위한 내셔널 풋볼 리그 (NFL)의 전 미식 축구 라인배커이다. 그는 또한 세계 미식 축구 리그 (WLAF)의 라인 파이어(Rhein Fire)의 회원이었다. 필딩스는 모닝사이드 대학(Morningside College) 에서 대학 축구를 했다.

## 어린 시절
필딩스는 어스티스(Eustis) 고등학교에 다녔다. 그는 디비전 II 모닝사이드 대학에서 축구 장학금을 받았다. 1991년 주니어 시절, 그는 인사이드 라인배커 에서 선발로 나서 151개의 태클과 함께 학교 단일 시즌 기록을 세웠다. 그는 또한 사우스다코타 대학교를 상대로 한 24개의 태클과 함께 학교 단일 게임 기록을 세웠다. 그는 커리어 태클에서 학교의 역대 리더로 남았다.

## 전문 경력
필딩스는 1993년 5월 7일 NFL 드래프트 이후 버펄로 빌스에 의해 드래프트되지 않은 자유 계약 선수로 서명되었다. 이는 8월 24일에 면제되었다. 1993년 12월 30일, 그는 연습 팀에 재계약되었다.  그리고 이는 1994년 8월 22일 풀렸다.
1995년 7월 31일, 그는 댈러스 카우보이스 와 FA 로 계약했다. 그는 예비 선수로 1개의 수비 태클과 5개의 특수 팀 태클을 등록하였다. 그는 4개의 게임에 출연했고 10월 4일에 방출되었다. 댈러스 카우보이스는 Super Bowl XXX 에서 우승할 것이었다.
1998년에는 캐나다 풋볼 리그의 서스캐처원 러프라이더스 와 FA 로 계약했다.

## 개인 생활
2016년에는 NFL을 상대로 한 민사 소송을 제기한 전 선수 그룹의 일원이었다.